# Малдынадеги
Малдынадеги, в верховьях Шелойсдеж — река в России, протекает в Республике Карелия. Впадает в озеро Пертъярви. Длина реки составляет 16 км.
Высота истока — 128,9 м над уровнем моря. Впадает в озеро Пертъярви, из которого берёт начало река Тунгуда, впадающая в реку Нижний Выг.

## Данные водного реестра
По данным государственного водного реестра России относится к Баренцево-Беломорскому бассейновому округу, водохозяйственный участок реки — Нижний Выг от Выгозерского гидроузла и до устья. Речной бассейн реки — бассейны рек Кольского полуострова и Карелии, впадает в Белое море.
Код объекта в государственном водном реестре — 02020001312102000006666.